# Caroline Rémy de Guebhard
Caroline Rémy de Guebhard (Paris, 27 de abril de 1855 — Pierrefonds, 24 de abril de 1929), mais conhecida pelo pseudônimo Séverine (pronunciada(o) [se.vʁin]), foi uma jornalista e escritora francesa com visões anarquistas, socialistas, comunistas e feministas.

## Biografia

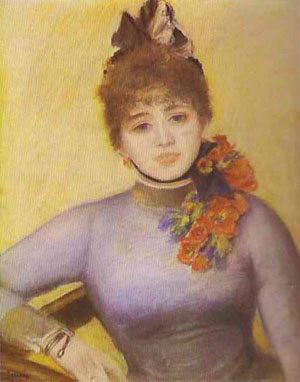
Retrato de Séverine por Pierre-Auguste Renoir

Por volta de 1880, Caroline Rémy se envolveu com a publicação socialista de Jules Vallès, Cri du Peuple. Vallès acabou dando a ela o controle do jornal devido a sua saúde debilitada. Tornando-se cada vez mais militante, ela se tornou amiga da jornalista e feminista Marguerite Durand mas, após um confronto com o marxista Jules Guesde, deixou o jornal em 1888. Ela continuou escrevendo para outros jornais nos quais promoveu a emancipação das mulheres e denunciou injustiças sociais, incluindo o caso Dreyfus. Em 1897, ela começou a escrever para o jornal feminista La Fronde de Durand.
Uma esquerdista ferrenha, Rémy apoiou uma série de causas anarquistas, incluindo a defesa de  Germaine Berton, e participou dos esforços de 1927 para salvar Sacco e Vanzetti. Ela apoiou a Revolução Russa de 1917 e, em 1921, ingressou no Partido Comunista Francês, renunciando alguns anos depois para manter sua filiação à Liga dos Direitos Humanos.
Bernard Lecache, membro fundador do Comitê de Honra da Liga Internacional Contra o Antissemitismo (LICA) (atual Liga Internacional Contra o Racismo e o Antissemitismo (LICRA)), escreveu sua biografia. Seu retrato foi pintado por Pierre-Auguste Renoir em 1885 e agora está na Galeria Nacional de Arte em Washington, DC.
Caroline Rémy morreu em 1929 em sua casa em Pierrefonds, departamento de Oise, na região da Picardia na França. Alguns de seus artigos podem ser encontrados na Bibliothèque Marguerite Durand em Paris.
Pouco antes de sua morte, ela participou da campanha de apoio à candidatura do Dr. Albert Besson, que foi eleito conselheiro do distrito de Saint-Fargeau, conselheiro geral do Sena e então vice-presidente do Conselho de Paris e do conselho geral de o Sena. Em 1933, em sua memória, ele fez com que o conselho de Paris votasse pela atribuição do nome "Séverine" à praça criada por sua iniciativa Porte de Bagnolet (Paris 20).

## Obras

### Pessoais

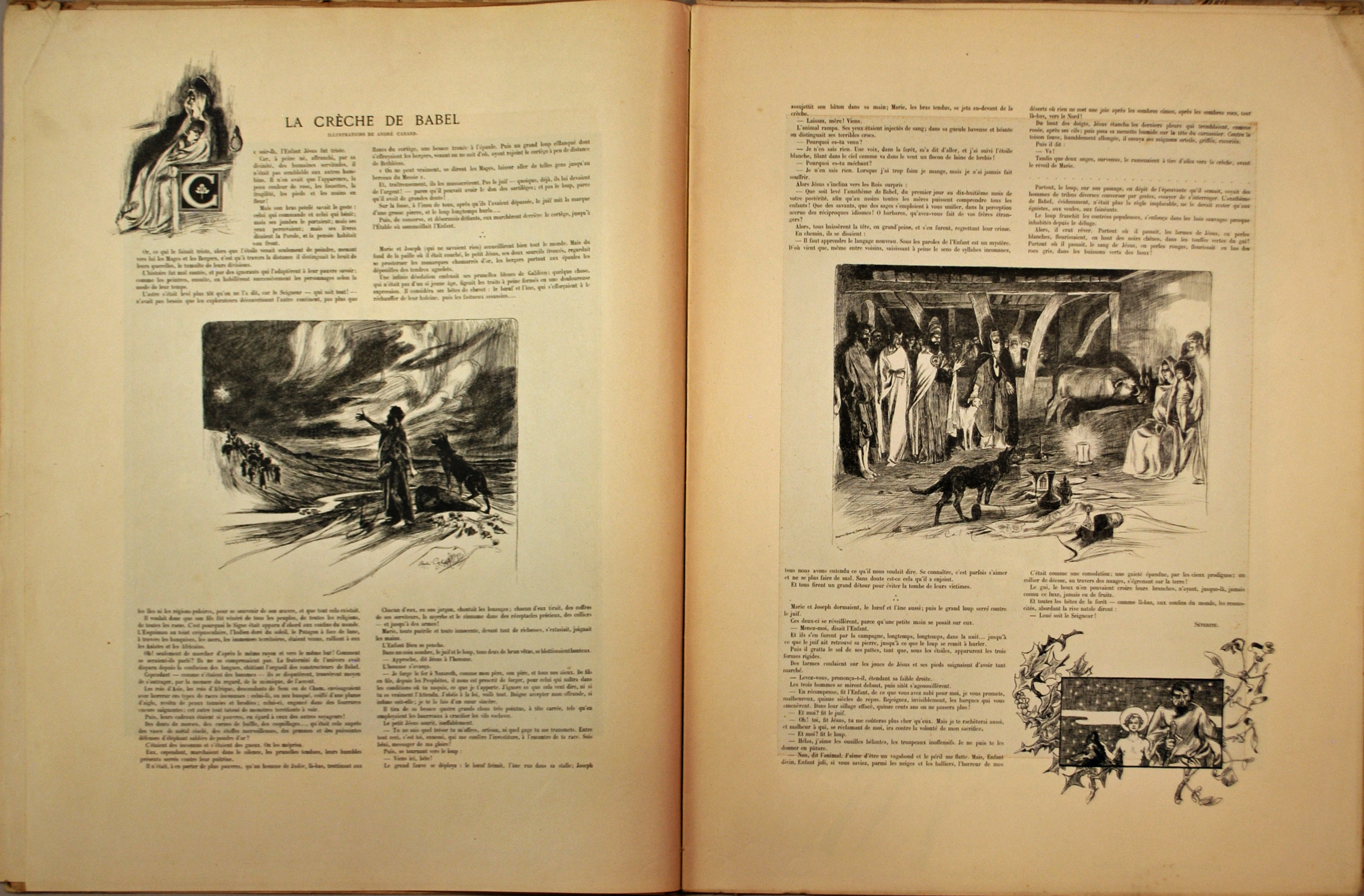
La Crèche de Babel, ilustrações de André Cahard

- Pages rouges, Paris, H. Simonis Empis, 1893.
- Notes d’une frondeuse : de la Boulange au Panama (préf. Jules Vallès), Paris, H. Simonis Empis, 1894.
- Pages mystiques, Paris, H. Simonis Empis, 1895.
- En marche, Paris, H. Simonis Empis, 1896.
- La Crèche de Babel, 1898, Paris-Noël.
- Affaire Dreyfus : vers la lumière… impressions vécues, Paris, Stock, 1900.
- La Toute-puissance de la bonté, [S. l.], 1900.
- Sac à tout : mémoires d’un petit chien, Paris, F. Juven, 1903.
- À Sainte-Hélène, pièce en 2 actes, Paris, V. Giard et E. Brière, 1904.
- Line : 1855-1867, Paris, Crès, 1921.
- Choix de papiers, annotés par Évelyne Le Garrec, Paris, Tierce, 1982.
- Impressions d’audience, Émile Zola, "J’accuse !", réactions nationales et internationales], Valenciennes, Presses universitaires de Valenciennes, 1999.

### Em colaboração
- Octave Aubry, De l’amour, de l’ironie, de la pitié, com uma carta de apresentação de Madame Séverine, Paris, Plon-Nourrit et al, 1904.
- Félix Desvernay, Laurent Mourguet et Guignol. La Vie de Laurent Mourguet, Discursos proferidos na inauguração do monumento por Justin Godart, Édouard Herriot, Joanny Bachut, R. Du Marais et Séverine, Lyon, A. Rey, 1912.
- Ferdinand Buisson, Victor Bérard, Paul Painlevé, Séverine, Pour l’Arménie indépendante, Paris, Ligue des droits de l’homme et du citoyen, 1920.
- Séverine, la comtesse de Noailles, J.-G. Frazer et Paul-Louis Couchoud, Quatre témoignages sur Anatole France, La Charité-sur-Loire, A. Delayance, 1924.

### Prefácios
- Raymond Péricat, Être un homme, préface inédite et posthume de Madame Séverine, Courbevoie, La Cootypographie, [s. d.]
- Gabriel Nigond, Les Contes de la Limousine, Paris, P. Ollendorff, 1912.
- Henriette Sauret, Les Forces détournées, 1914-1917, Paris, Librairie d’action d’art de la ghilde « les Forgerons », 1918.
- Henry Torrès, Histoire d’un complot, Paris, Éditions Clarté, 1921.
- Stanislas Zwick, La voix qui s'étrangle, Paris, Daragon, 1909.